# Manuel Francisco Pinto Pereira
Manuel Francisco Pinto Pereira (Silvestre Ferraz, 27 de maio de 1889 - São Paulo, 30 de julho de 1956) foi um promotor de justiça, juiz, advogado, professor e jurista brasileiro.

## Biografia
Fez o curso primário e o ginásio em sua cidade natal. Aos vinte anos de idade, mudou-se para a cidade de São Paulo, a fim de cursar a tradicional Faculdade de Direito do Largo de São Francisco. Matriculou-se em 1909 e no requerimento de matrícula, declarou-se filho de Laureana Pinto Pereira, sem qualquer referência ao nome paterno.
Fez um curso brilhante, conforme seu histórico escolar arquivado na secretaria da Faculdade, concluindo-o em 1913 como o melhor aluno da turma. Bacharel em Ciências Jurídicas e Sociais, retornou a Minas Gerais convidado a exercer o cargo de Promotor Público na cidade de Santo Antônio do Machado e, logo em seguida, o de Juiz Municipal de Muzambinho. Nessa localidade exerceu, ao mesmo tempo, as funções de professor de Língua Portuguesa no liceu local.

### Advogado e jornalista
Posteriormente passou a advogar em toda a região, inclusive no estado de São Paulo, com mais frequência na cidade de Franca. Nessa época (1916) escreveu o livro A mulher no Brazil (sic) que foi uma das primeiras obras, se não a primeira, a defender a igualdade de direitos entre os dois gêneros. Esse trabalho fez sucesso e causou polêmica à época, no contexto da Primeira Guerra Mundial. E atraiu a atenção do jornalista Júlio Mesquita, diretor de O Estado de S. Paulo que abriu as portas do periódico para colaborações de Pinto Pereira. O livro foi reeditado em 1920, desta vez com prefácio elogioso do grande Clóvis Bevilacqua. Há que se lembrar que a mulher, até 1934, quando nova constituição foi promulgada, não possuia direitos políticos e mesmo com o novo estatuto constitucional só podia votar, quando casada, se autorizada pelo marido.
Nesse tempo o advogado Pinto Pereira já residia em São Paulo e era companheiro de escritório do Prof. Ernesto Leme, jurista e comercialista de fama que, da Faculdade de Direito, haveria de assumir a Reitoria da Universidade de São Paulo.

### Soldado constitucionalista
Em 1932, apesar de mineiro, alista-se no Movimento Constitucionalista com seu colega Ernesto Leme nas hostes paulistas para combater a ditadura de Getúlio Vargas, sendo designado para a frente de Queluz.
Terminado o conflito, mediante nomeação do governador, passa a lecionar no Colégio Universitário (anteriormente chamado de Curso anexo) que preparava os estudantes para ingressar na Faculdade de Direito. Ensinava latim, disciplina que dominava com perfeição.
Em 1937, a Lei estadual n. 2.586 de 8 de janeiro criou o Tribunal de Justiça Militar. Pinto Pereira foi nomeado pelo então governador do Estado, José Joaquim Cardoso de Melo Neto como primeiro procurador daquela côrte, cargo em que tomou posse aos 16 de maio do mesmo ano. Porém, com o advento da Constituição brasileira de 1937, que marcou o Estado Novo no país, deixou de exercer a procuradoria, uma vez que o Art. 159 da nova constituição vedava a acumulação de cargos (LEME, 1956).
Apesar de suas qualidades como advogado e como tribuno como haveria de testemunhar em sessão póstuma o professor Ernesto Leme, o grande e incontido anseio de Pinto Pereira residia no magistério - ser professor no Largo de São Francisco. A sua primeira tentativa nesse sentido deu-se em 1919 aos trinta anos de idade.
Em 28 de março de 1918, na cidade de Mococa, havia sido assassinado o professor José Mendes, catedrático de Direito Internacional Público e Privado e Diplomacia. Como era usual naquele tempo, logo que assumiu o substituto da cadeira, Teófilo Benedito de Sousa Carvalho, foram abertas  as inscrições para o cargo vago. Concorreram os bachareis Brás de Sousa Arruda, Antônio de Sampaio Dória, Luís Antônio Cavalcante de Albuquerque Barros Barreto, Manuel Francisco Pinto Pereira e Alfredo Ulson. Realizadas as provas e dissertação, foi escolhido e nomeado Brás de Souza Arruda.
Pinto Pereira não desistiu. Em 1936, vagando uma das cátedras de Direito Civil, disputou-a com dois adversários de peso - Lino de Morais Leme, o vencedor, e Alvino Lima. Para os vencidos sobrou o título de Livre Docente. Dois anos depois, Pinto Pereira inscreveu-se para disputar a recém-criada cadeira de Legislação Social, mas por motivo de doença não pode apresentar a dissertação, perdendo-a para outro afro-descendente, o professor Antônio Cesarino Júnior.
Nos anos seguintes não se abriram vagas e Pinto Pereira teve que se contentar em substituir Brás Arruda, em Direito Internacional Público, nas raras vezes em que o titular se afastava da cátedra.
Nesse ínterim, por ter participado da Revolução Constitucionalista, a Justiça concedeu ao professor Pinto Pereira a estabilidade no Serviço Público e a igualdade de condições ao cargo de Professor Catedrático.
A grande oportunidade surgiu em 1950 quando Brás de Sousa Arruda foi nomeado diretor da Faculdade. Pôde, assim, o seu substituto lecionar por quatro anos consecutivos, mas nesse período as suas condições de saúde declinaram bastante, mal lhe permitindo ministrar aulas para os alunos do quarto ano, em 1954. Foi essa a sua triste despedida pois, dois anos após, em 30 de julho de 1956, falecia o velho mestre filho da ex-escrava Laureana, que havia economizado todos os seus escassos tostões para que seu menino pudesse atingir a honrosa posição a que chegou.

## Homenagem
O então prefeito da cidade de São Paulo, Ademar Pereira de Barros, atendendo a pedido dos estudantes e professores, promulgou a Lei Municipal nº 453, de 30 de dezembro de 1957 que deu o nome de Prof. Pinto Pereira a um rua situada no bairro do Brás, numa justa homenagem aquele professor da Faculdade de Direito, respeitado e querido por todos os seus alunos e colegas.

## Obra
- 1916 - A Mulher no Brasil. São Paulo: Teixeira & Cia., 265 págs. (segunda edição, 1920).
- 1924 - Casamento e divórcio no Direito Civil internacional. São Paulo: Monteiro Lobato, 201 págs.
- 1936 - Do sujeito de Direito nas fundações privadas. São Paulo: Revista dos Tribunais (segunda edição, 1955)
- 1938 - Aspectos da ausência no Código Civil pátrio. São Paulo: Revista dos Tribunais, 195 págs.
- 1949 - Rui - Grandeza d'alma. Rio de Janeiro: Casa de Rui Barbosa, 76 págs.
- 1954 - Preleções de Direito Internacional Público  (ed. pelo Centro Acadêmico XI de Agosto)

Escreveu também outros estudos jurídicos que foram publicados em revistas especializadas, principalmente na Revista dos Tribunais.